# Liste der Baudenkmale in Rollshausen
In der Liste der Baudenkmale in Rollshausen sind alle Baudenkmale der niedersächsischen Gemeinde Rollshausen im Landkreis Göttingen aufgelistet. Stand der Liste das Jahr 1997.

## Allgemein
Rollshausen wurde am 9. November 1141 erstmals schriftlich erwähnt. Rollshausen besteht aus den Ortsteilen Rollshausen und Germershausen.
In den Spalten befinden sich folgende Informationen:
- Lage: die Adresse des Baudenkmales und die geographischen Koordinaten. Kartenansicht, um Koordinaten zu setzen. In der Kartenansicht sind Baudenkmale ohne Koordinaten mit einem roten Marker dargestellt und können in der Karte gesetzt werden. Baudenkmale ohne Bild sind mit einem blauen Marker gekennzeichnet, Baudenkmale mit Bild mit einem grünen Marker.
- Bezeichnung: Bezeichnung des Baudenkmales
- Beschreibung: die Beschreibung des Baudenkmales. Unter § 3 Abs. 2 NDSchG werden Einzeldenkmale und unter § 3 Abs. 3 NDSchG Gruppen baulicher Anlagen und deren Bestandteile ausgewiesen.
- ID: die Objekt-ID des Baudenkmales
- Bild: ein Bild des Baudenkmales, ggf. zusätzlich mit einem Link zu weiteren Fotos des Baudenkmals im Medienarchiv Wikimedia Commons. Wenn man auf das Kamerasymbol klickt, können Fotos zu Baudenkmalen aus dieser Liste hochgeladen werden:

## Germershausen
| Lage                                         | Bezeichnung               | Beschreibung | ID       | Bild           |
| -------------------------------------------- | ------------------------- | --- | -------- | -------------- |
| An der Kirche 51° 33′ 50″ N, 10° 11′ 33″ O   | Kirche Mariä Verkündigung | Die Kirche wurde 1889 eingeweiht. Mit Baumbestand (ID 35276394) und Kreuzwegstation (ID 35275988) Einzeldenkmal der Baudenkmal-Gruppe An der Kirche (ID 35231283) | 35275964 | Weitere Bilder |
| Im Unterdorf 15 51° 33′ 49″ N, 10° 11′ 28″ O | Wohnhaus                  | Vermutlich besteht kein Denkmalschutz mehr, das das Gebäude im Denkmalatlas nicht erfasst ist.                                                                    |          |                |
| Mariengasse 1 51° 33′ 50″ N, 10° 11′ 22″ O   | Wohnhaus                  | Einzeldenkmal der Baudenkmal-Gruppe Mariengasse 1,3 (ID 35231298)                                                                                                 | 35276031 |                |
| Mariengasse 3 51° 33′ 50″ N, 10° 11′ 23″ O   | Wohnhaus                  | Einzeldenkmal der Baudenkmal-Gruppe Mariengasse 1,3 (ID 35231298)                                                                                                 | 35276053 |                |
| 51° 33′ 49″ N, 10° 11′ 34″ O                 | 14 Kreuzwegstationen      | Die Kreuzwegstationen wurden Ende des 19. Jahrhunderts aufgestellt.                                                                                               | 35276010 | Weitere Bilder |

## Rollshausen
| Lage                                            | Bezeichnung                | Beschreibung | ID       | Bild           |
| ----------------------------------------------- | -------------------------- | --- | -------- | -------------- |
| An der Tränke 1 51° 34′ 33″ N, 10° 12′ 41″ O    | Wohnhaus                   | | 35276097 |                |
| Hauptstraße 2 51° 34′ 29″ N, 10° 12′ 47″ O      | Kirche St. Margaretha      | Die Kirche wurde von 1901 bis 1903 erbaut. Einzeldenkmal der Baudenkmal-Gruppe Hauptstraße 2/Mühlenbergsweg 13 (ID 35231253) | 35276117 | Weitere Bilder |
| Hauptstraße 3 51° 34′ 32″ N, 10° 12′ 45″ O      | Bildstock                  | | 35276140 |                |
| Hauptstraße 10 51° 34′ 29″ N, 10° 12′ 47″ O     | Dorfkrug                   | | 35276182 |                |
| Hauptstraße 12 51° 34′ 28″ N, 10° 12′ 48″ O     | Wohnhaus                   | Vermutlich besteht kein Denkmalschutz mehr, da das Gebäude im Denkmalatlas nicht ausgewiesen ist.                            |          |                |
| Hauptstraße 39 51° 34′ 25″ N, 10° 12′ 55″ O     | Bildstock                  | | 35276230 |                |
| Hauptstraße 70 51° 34′ 13″ N, 10° 13′ 1″ O      | Bildstock                  | | 35276352 |                |
| Hinterdorfstraße 6 51° 34′ 27″ N, 10° 12′ 46″ O | Bildstock                  | | 35276250 |                |
| Kreisstraße 51° 34′ 7″ N, 10° 12′ 58″ O         | Bildstock am Warthebergweg | | 35276290 |                |
| Kreisstraße 51° 34′ 15″ N, 10° 13′ 11″ O        | Bildstock an der Hahle     | | 35276311 |                |
| Kreisstraße 19 51° 34′ 4″ N, 10° 12′ 54″ O      | Bildstock                  | | 35276332 |                |
| Kreisstraße 51° 34′ 1″ N, 10° 12′ 49″ O         | Bildstock                  | | 35276270 |                |
| Mühlenbergweg 13 51° 34′ 31″ N, 10° 12′ 41″ O   | Schule                     | Einzeldenkmal der Baudenkmal-Gruppe Hauptstraße 2/Mühlenbergsweg 13 (ID 35231253)                                            | 35276372 |                |